# Österreichischer Meister (Fußball)

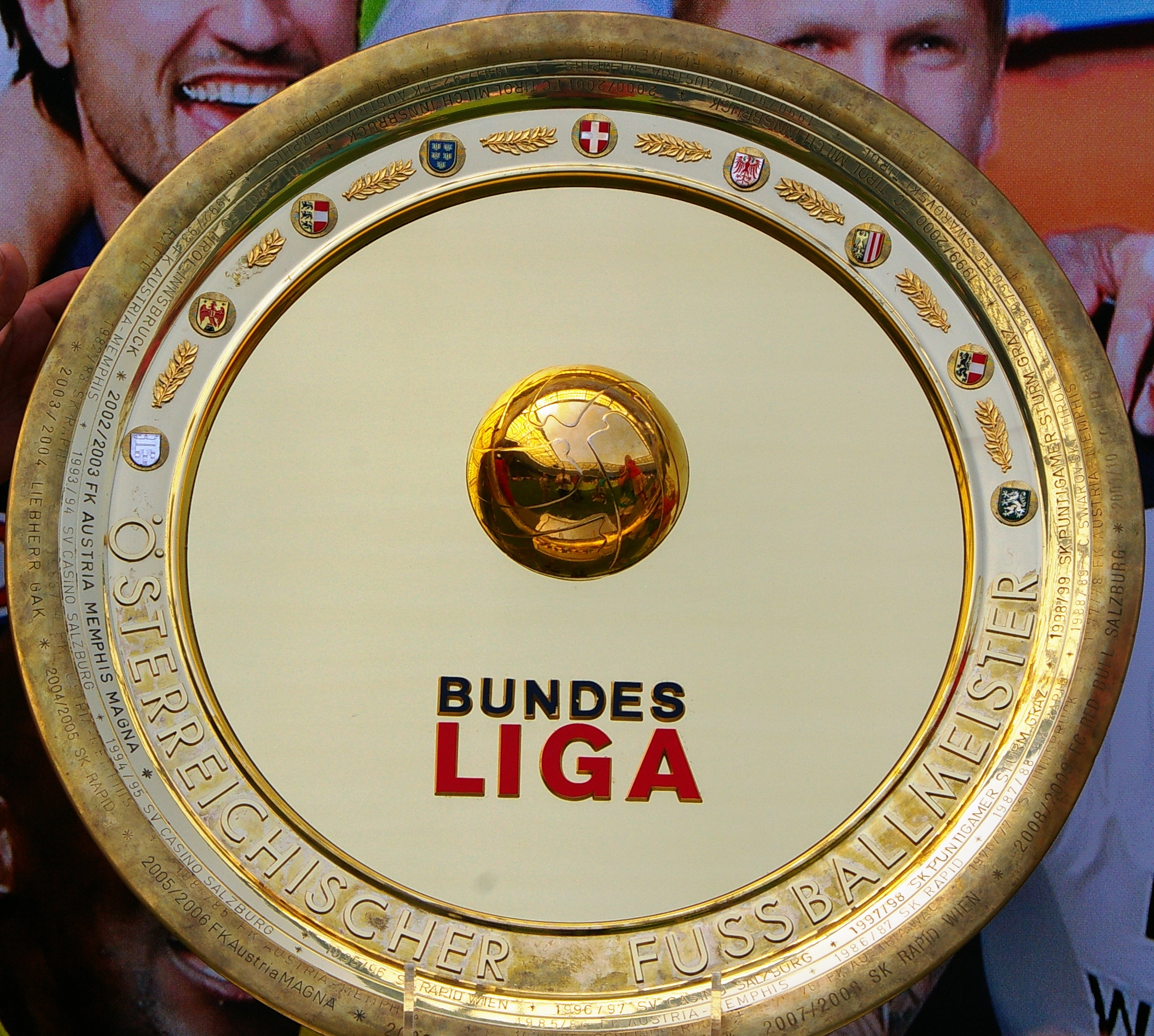
Bis 2014 verliehener Meisterteller der österreichischen Bundesliga

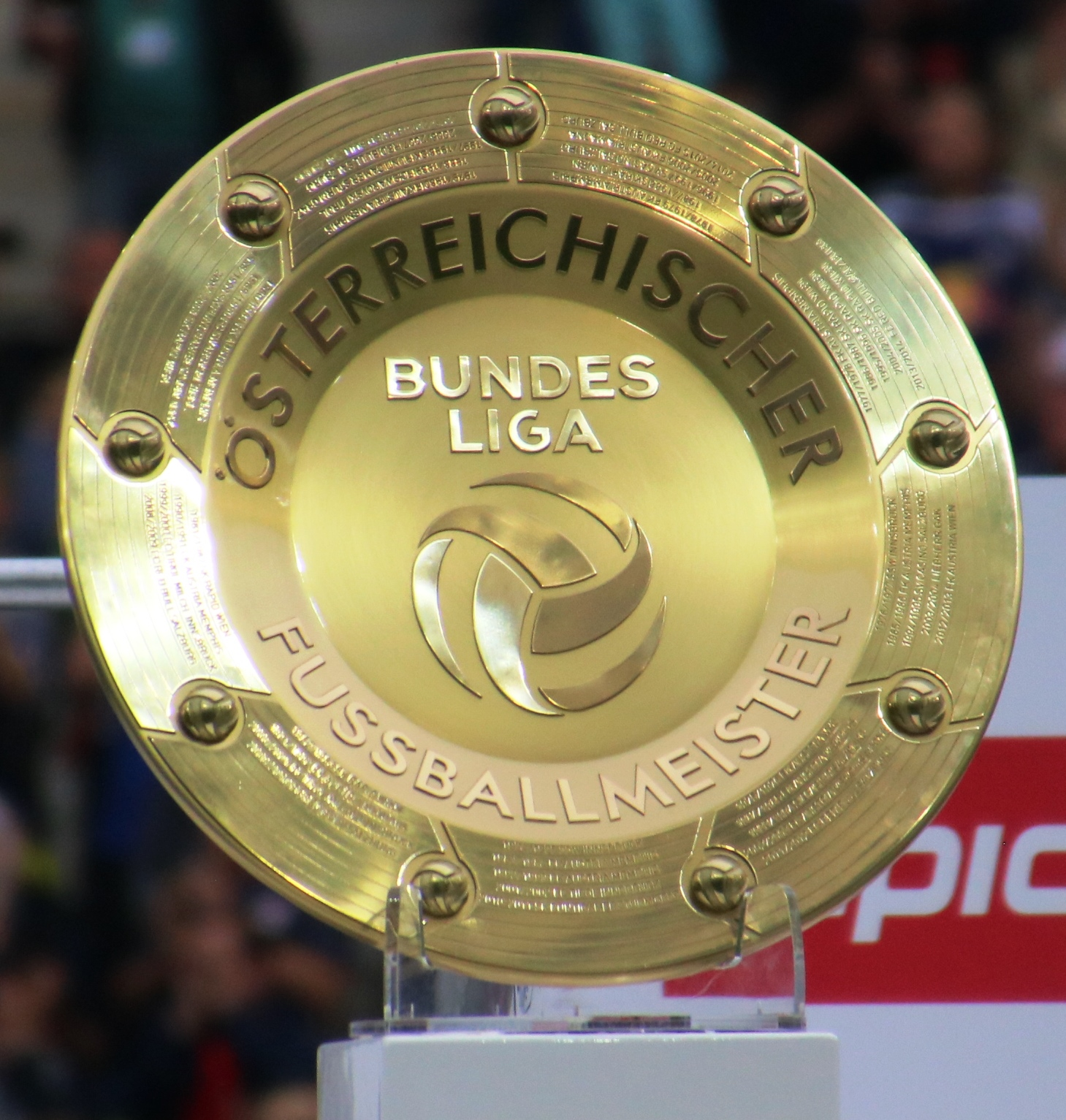
Der seit 2014 verliehene Meisterteller

Die Liste der österreichischen Meister im Fußball gibt einen Überblick über alle Meister und Vizemeister der österreichischen Fußballmeisterschaften der Frauen und Herren. Hierbei wurden die Meisterschaften nach den jeweiligen Verbänden sortiert und Profifußballligen dabei gesondert dunkelgrau hervorgehoben.

## Herren

### Österreichische Fußball-Union
Die Österreichische Fußball-Union wurde am 4. Jänner 1900 gegründet und ging aus dem „Comité zur Veranstaltung von Fußballwettspielen“ hervor. Sie richtete eine eigene Liga aus und war Veranstalterin der ersten offiziellen Länderspiele. Nach der Gründung des Konkurrenzverbandes ÖFV musste die Union sich 1904 auflösen.
| ÖFU-Liga (Tagblatt-Pokal) | ÖFU-Liga (Tagblatt-Pokal) | ÖFU-Liga (Tagblatt-Pokal)        | ÖFU-Liga (Tagblatt-Pokal) |
| ------------------------- | ------------------------- | -------------------------------- | ------------------------- |
| 1900/01                   | Wiener AC                 | Vienna Cricket and Football-Club |                           |
| 1901/02                   | Wiener AC                 | First Vienna FC 1894             |                           |
| 1902/03                   | Wiener AC                 | First Vienna FC 1894             |                           |

### Österreichischer Fußball-Bund sowie Österreichischer Fußball-Verband
Der Österreichische Fußball-Verband wurde am 18. März 1904 gegründet und konnte sich bis Jahresende als neuer führender Verband etablieren. Nach internen Streitigkeiten wurde der Österreichische Fußball-Verband zur Freien Vereinigung der Österreichischen Amateur-Fußballvereine und der am 22. August 1926 gegründete ÖFB übernahm die Position des ÖFV. 1938 wurde der ÖFB aufgelöst, 1945 nahm er seine Tätigkeiten wieder auf.
- 1911–1919: Ab 1911 wurden Meisterschaften in insgesamt vier getrennten Unterverbänden durchgeführt, die geplante Verknüpfung zu einer Reichsmeisterschaft konnte dabei nicht umgesetzt werden. Während des Ersten Weltkriegs kam der Spielbetrieb zum Erliegen. Einzig in Niederösterreich wurden eigene Kriegsmeisterschaften ausgerichtet, an denen ausnahmslos zehn im Jahre 1915 festgelegte Klubs teilnehmen durften, um ein Mindestmaß an sportlicher Unterhaltung aufrechtzuerhalten.
- 1919–1938: Nach dem Ersten Weltkrieg fiel die Niederösterreichische Meisterschaft in Hände des Wiener Verbandes, der 1924 eine Profi-Liga einführte.  1928 wurde eine österreichweite Amateur-Meisterschaft als kleiner Gegenpol zusätzlich eingeführt.
- 1945–heute: Nach Ende des Zweiten Weltkriegs wurde wieder vom Wiener Fußball-Verband eine 'österreichische' Meisterschaft ausgerichtet – die aber nur von Wiener Klubs angenommen wurde. Dennoch wurde 1947 für zwei Saisonen gegenläufig dazu in Cupform ein Wettbewerb für Klubs aus ganz Österreich eingeführt (Bundesländer-Cup). Dieser Dualismus hatte aber nur zwei Jahre Bestand und 1949 wurde durch das neue ÖFB-Mitglied Staatsliga wieder eine Profiliga eingeführt. Auf Antrag Niederösterreichs wurden zum ersten Mal außer 1938–1945 (siehe unten) auch Mannschaften außerhalb Wiens zugelassen. Diese Liga ging 1965 wieder an den ÖFB und 1991 an das ÖFB-Mitglied Bundesliga.

|         | Niederösterreich | Böhmen                                    | Mähren-Schlesien                          | Polen                                     |
| ------- | ---------------- | ----------------------------------------- | ----------------------------------------- | ----------------------------------------- |
| 1911/12 | SK Rapid Wien    | –                                         | DSV Troppau                               | –                                         |
| 1912/13 | SK Rapid Wien    | DFC Prag                                  | DSV Troppau                               | KS Cracovia                               |
| 1913/14 | Wiener AF        | DFC Prag                                  | DSV Troppau                               | KS Cracovia                               |
| 1915    | Wiener AC        | während des Ersten Weltkriegs eingestellt | während des Ersten Weltkriegs eingestellt | während des Ersten Weltkriegs eingestellt |
| 1915/16 | SK Rapid Wien    | während des Ersten Weltkriegs eingestellt | während des Ersten Weltkriegs eingestellt | während des Ersten Weltkriegs eingestellt |
| 1916/17 | SK Rapid Wien    | während des Ersten Weltkriegs eingestellt | während des Ersten Weltkriegs eingestellt | während des Ersten Weltkriegs eingestellt |
| 1917/18 | Floridsdorfer AC | während des Ersten Weltkriegs eingestellt | während des Ersten Weltkriegs eingestellt | während des Ersten Weltkriegs eingestellt |
| 1918/19 | SK Rapid Wien    | während des Ersten Weltkriegs eingestellt | während des Ersten Weltkriegs eingestellt | während des Ersten Weltkriegs eingestellt |

| Saison  | Meister Wiener Liga  | Vizemeister Wiener Liga |
| 1919/20 | SK Rapid Wien        | Wiener Amateur-SV       |
| 1920/21 | SK Rapid Wien        | Wiener Amateur-SV       |
| 1921/22 | Wiener Sport-Club    | SC Hakoah Wien          |
| 1922/23 | SK Rapid Wien        | Wiener Amateur-SV       |
| 1923/24 | Wiener Amateur-SV    | First Vienna FC 1894    |
| 1924/25 | SC Hakoah Wien       | Wiener Amateur-SV       |
| 1925/26 | Wiener Amateur-SV    | First Vienna FC 1894    |
| 1926/27 | SK Admira Wien       | Brigittenauer AC        |
| 1927/28 | SK Admira Wien       | SK Rapid Wien           |
| 1928/29 | SK Rapid Wien        | SK Admira Wien          |
| 1929/30 | SK Rapid Wien        | SK Admira Wien          |
| 1930/31 | First Vienna FC 1894 | SK Admira Wien          |
| 1931/32 | SK Admira Wien       | First Vienna FC 1894    |
| 1932/33 | First Vienna FC 1894 | SK Rapid Wien           |
| 1933/34 | SK Admira Wien       | SK Rapid Wien           |
| 1934/35 | SK Rapid Wien        | SK Admira Wien          |
| 1935/36 | SK Admira Wien       | First Vienna FC 1894    |
| 1936/37 | SK Admira Wien       | FK Austria Wien         |
| 1937/38 | SK Rapid Wien        | Wiener Sport-Club       |

#### Nationalsozialistischer Reichsbund für Leibesübungen
Der Nationalsozialistische Reichsbund für Leibesübungen war ein von der NSDAP betreuter Verband mit Sitz in Berlin, der das Sportgeschehen im Deutschen Reich organisierte. Zur Ermittlung eines Deutschen Fußballmeisters wurden dabei in mehreren Sport-Gauen die Teilnehmer ausgespielt. Im Bereich des ehemaligen Ostösterreichs sowie Sloweniens und der südlichen Tschechoslowakei wurde nach dem „Anschluss Österreichs“ und während der Zeit des „Großdeutschen Reiches“ der Sport-Gau 17 zunächst als Gauliga und dann als Bereichsklasse eingerichtet. Da es den Siegern dieser Bewerbe nach dem Zweiten Weltkrieg gelungen ist, sich als österreichische Meister zu etablieren und dies auch vom ÖFB anerkannt wird, werden diese hier mitangeführt.
| Sport-Gau 17 |                                     |                                     |
| 1938/39      | SK Admira Wien                      | SC Wacker Wien                      |
| 1939/40      | SK Rapid Wien                       | SC Wacker Wien                      |
| 1940/41      | SK Rapid Wien                       | SC Wacker Wien                      |
| 1941/42      | First Vienna FC 1894                | FC Wien                             |
| 1942/43      | First Vienna FC 1894                | Wiener AC                           |
| 1943/44      | First Vienna FC 1894                | Floridsdorfer AC                    |
| 1944/45      | Keine österreichische Meisterschaft | Keine österreichische Meisterschaft |

#### Nachkriegszeit
| Saison    | Österreichischer Meister     | Österreichischer Vizemeister |
| 1945/46   | SK Rapid Wien                | FK Austria Wien              |
| 1946/47   | SC Wacker Wien               | SK Rapid Wien                |
| 1947/48   | SK Rapid Wien                | SC Wacker Wien               |
| 1948/49   | FK Austria Wien              | SK Rapid Wien                |
| 1949/50   | FK Austria Wien              | SK Rapid Wien                |
| 1950/51   | SK Rapid Wien                | SC Wacker Wien               |
| 1951/52   | SK Rapid Wien                | FK Austria Wien              |
| 1952/53   | FK Austria Wien              | SC Wacker Wien               |
| 1953/54   | SK Rapid Wien                | FK Austria Wien              |
| 1954/55   | First Vienna FC 1894         | Wiener Sport-Club            |
| 1955/56   | SK Rapid Wien                | SC Wacker Wien               |
| 1956/57   | SK Rapid Wien                | First Vienna FC 1894         |
| 1957/58   | Wiener Sport-Club            | SK Rapid Wien                |
| 1958/59   | Wiener Sport-Club            | SK Rapid Wien                |
| 1959/60   | SK Rapid Wien                | Wiener Sport-Club            |
| 1960/61   | FK Austria Wien              | First Vienna FC 1894         |
| 1961/62   | FK Austria Wien              | Linzer ASK                   |
| 1962/63   | FK Austria Wien              | SK Admira Wien               |
| 1963/64   | SK Rapid Wien                | FK Austria Wien              |
| 1964/65   | Linzer ASK                   | SK Rapid Wien                |
| 1965/66   | SK Admira Wien               | SK Rapid Wien                |
| 1966/67   | SK Rapid Wien                | FC Wacker Innsbruck          |
| 1967/68   | SK Rapid Wien                | FC Wacker Innsbruck          |
| 1968/69   | FK Austria Wien              | Wiener Sport-Club            |
| 1969/70   | SpG Austria-Wiener AC        | Wiener Sport-Club            |
| 1970/71   | FC Wacker Innsbruck          | SV Austria Salzburg          |
| 1971/72   | SpG Wattens-Wacker Innsbruck | SpG Austria-Wiener AC        |
| 1972/73   | SpG Wattens-Wacker Innsbruck | SK Rapid Wien                |
| 1973/74   | SK VÖEST Linz                | SpG Wattens-Wacker Innsbruck |
| 1974/75   | SpG Wattens-Wacker Innsbruck | SK VÖEST Linz                |
| 1975/76   | SpG Austria-Wiener AC        | SpG Wattens-Wacker Innsbruck |
| 1976/77   | SpG Wattens-Wacker Innsbruck | SK Rapid Wien                |
| 1977/78   | FK Austria Wien              | SK Rapid Wien                |
| 1978/79   | FK Austria Wien              | Wiener Sport-Club            |
| 1979/80   | FK Austria Wien              | SK VÖEST Linz                |
| 1980/81   | FK Austria Wien              | SK Sturm Graz                |
| 1981/82   | SK Rapid Wien                | FK Austria Wien              |
| 1982/83   | SK Rapid Wien                | FK Austria Wien              |
| 1983/84   | FK Austria Wien              | SK Rapid Wien                |
| 1984/85   | FK Austria Wien              | SK Rapid Wien                |
| 1985/86   | FK Austria Wien              | SK Rapid Wien                |
| 1986/87   | SK Rapid Wien                | FK Austria Wien              |
| 1987/88   | SK Rapid Wien                | FK Austria Wien              |
| 1988/89   | FC Swarovski Tirol           | FC Admira/Wacker             |
| 1989/90   | FC Swarovski Tirol           | FK Austria Wien              |
| 1990/91   | FK Austria Wien              | FC Swarovski Tirol           |
| 1991/92   | FK Austria Wien              | SV Austria Salzburg          |
| 1992/93   | FK Austria Wien              | SV Austria Salzburg          |
| 1993/94   | SV Austria Salzburg          | FK Austria Wien              |
| 1994/95   | SV Austria Salzburg          | SK Sturm Graz                |
| 1995/96   | SK Rapid Wien                | SK Sturm Graz                |
| 1996/97   | SV Austria Salzburg          | SK Rapid Wien                |
| 1997/98   | SK Sturm Graz                | SK Rapid Wien                |
| 1998/99   | SK Sturm Graz                | SK Rapid Wien                |
| 1999/2000 | FC Tirol Innsbruck           | SK Sturm Graz                |
| 2000/01   | FC Tirol Innsbruck           | SK Rapid Wien                |
| 2001/02   | FC Tirol Innsbruck           | SK Sturm Graz                |
| 2002/03   | FK Austria Wien              | Grazer AK                    |
| 2003/04   | Grazer AK                    | FK Austria Wien              |
| 2004/05   | SK Rapid Wien                | Grazer AK                    |
| 2005/06   | FK Austria Wien              | FC Red Bull Salzburg         |
| 2006/07   | FC Red Bull Salzburg         | SV Ried                      |
| 2007/08   | SK Rapid Wien                | FC Red Bull Salzburg         |
| 2008/09   | FC Red Bull Salzburg         | SK Rapid Wien                |
| 2009/10   | FC Red Bull Salzburg         | FK Austria Wien              |
| 2010/11   | SK Sturm Graz                | FC Red Bull Salzburg         |
| 2011/12   | FC Red Bull Salzburg         | SK Rapid Wien                |
| 2012/13   | FK Austria Wien              | FC Red Bull Salzburg         |
| 2013/14   | FC Red Bull Salzburg         | SK Rapid Wien                |
| 2014/15   | FC Red Bull Salzburg         | SK Rapid Wien                |
| 2015/16   | FC Red Bull Salzburg         | SK Rapid Wien                |
| 2016/17   | FC Red Bull Salzburg         | FK Austria Wien              |
| 2017/18   | FC Red Bull Salzburg         | SK Sturm Graz                |
| 2018/19   | FC Red Bull Salzburg         | LASK                         |
| 2019/20   | FC Red Bull Salzburg         | SK Rapid Wien                |
| 2020/21   | FC Red Bull Salzburg         | SK Rapid Wien                |
| 2021/22   | FC Red Bull Salzburg         | SK Sturm Graz                |
| 2022/23   | FC Red Bull Salzburg         | SK Sturm Graz                |
| 2023/24   | SK Sturm Graz                | FC Red Bull Salzburg         |
| 2024/25   | SK Sturm Graz                | FC Red Bull Salzburg         |

#### Amateure (1928–1937)
|         |                         |                        |  |  |  |  |
| 1928/29 | Grazer AK               | FC Lustenau 07         |  |  |  |  |
| 1929/30 | Kremser SC              | FA Turnerbund Lustenau |  |  |  |  |
| 1930/31 | Linzer ASK              | Grazer AK              |  |  |  |  |
| 1931/32 | Grazer AK               | Linzer ASK             |  |  |  |  |
| 1932/33 | Grazer AK               | FC Lustenau 07         |  |  |  |  |
| 1933/34 | SK Sturm Graz           | Salzburger AK 1914     |  |  |  |  |
| 1934/35 | Badener AC              | Salzburger AK 1914     |  |  |  |  |
| 1935/36 | 1. Wiener Neustädter SC | Innsbrucker AC         |  |  |  |  |
| 1936/37 | Post SV Wien            | Salzburger AK 1914     |  |  |  |  |

### The Football Union of Austrian Nations
| FINÖ-Liga | FINÖ-Liga           | FINÖ-Liga     | FINÖ-Liga |
| --------- | ------------------- | ------------- | --------- |
| 1915/16   | Döblinger Sportclub | SC Astoria 13 |           |

### Freie Vereinigung der Amateur-Fußballvereine Österreichs
| VAFÖ-Liga | VAFÖ-Liga        | VAFÖ-Liga         | VAFÖ-Liga |
| --------- | ---------------- | ----------------- | --------- |
| 1929/30   | SC Helfort Wien  | SC Nord-Wien 1912 |           |
| 1930/31   | SC Gaswerk Wien  | Phönix Schwechat  |           |
| 1931/32   | SC Gaswerk Wien  | SC Red Star Wien  |           |
| 1932/33   | SC Gaswerk Wien  | SC Helfort Wien   |           |
| 1933/34   | Phönix Schwechat | SC Helfort Wien   |           |

## Frauen

### Österreichische Damenfußball-Union
Die Österreichische Damenfußball-Union war ein eigenständiger, vom ÖFB, der keine Frauen aufnahm, vollkommen unabhängiger Verband, der 1935 gegründet wurde und bereits als Ganzjahressaison 1936 erstmals eine ÖDFU-Liga ausrichtete. Die Saison 1938 musste abgebrochen werden, da Frauenfußball vom NSRL nicht geduldet wurde.
| ÖDFU-Liga |                  |          |
| 1936      | DFC Austria Wien | DFC Wien |
| 1937      | DFC Austria Wien | DFC Wien |

### Österreichischer Fußball-Bund
Die Betreuung des Frauenfußballs in Österreich wird seit 1982 direkt unter der Obhut des Österreichischen Fußball-Bunds ausgetragen. Der Meister wird dabei in der ÖFB Frauen-Bundesliga ermittelt. In den Saisonen 2007/08 bis 2009/10 wurde der Meister im Oberen Playoff unter den Top-5-Mannschaften des Herbstes ermittelt. Entgegen dessen nahm sich der Wiener Fußball-Verband 1971 bereits des Frauenfußballs an und richtete erstmals 1972/73 eine Frauenliga als Meisterschaft für alle österreichischen Klubs aus.
| Österreich |                          |                              |
| Saison     | Österreichischer Meister | Österreichischer Vizemeister |
| 1972/73    | Favoritner AC            | USC Landhaus Wien            |
| 1973/74    | USC Landhaus Wien        | ESV Ostbahn XI               |
| 1974/75    | KSV Ankerbrot Wien       | USC Landhaus Wien            |
| 1975/76    | USC Landhaus Wien        | ESV Ostbahn XI               |
| 1976/77    | SV Elektra Wien          | USC Landhaus Wien            |
| 1977/78    | USC Landhaus Wien        | SV Elektra Wien              |
| 1978/79    | SV Elektra Wien          | ESV Ostbahn XI               |
| 1979/80    | SV Elektra Wien          | ESV Ostbahn XI               |
| 1980/81    | USC Landhaus Wien        | ESV Ostbahn XI               |
| 1981/82    | USC Landhaus Wien        | ESV Ostbahn XI               |
| 1982/83    | USC Landhaus Wien        | ESV Ostbahn XI               |
| 1983/84    | SV Aspern                | USC Landhaus Wien            |
| 1984/85    | ESV Ostbahn XI           | USC Landhaus Wien            |
| 1985/86    | 1. DFC Leoben            | LUV Graz                     |
| 1986/87    | 1. DFC Leoben            | Union Kleinmünchen           |
| 1987/88    | USC Landhaus Wien        | Union Kleinmünchen           |
| 1988/89    | USC Landhaus Wien        | Union Kleinmünchen           |
| 1989/90    | Union Kleinmünchen       | DFC Brunn am Gebirge         |
| 1990/91    | Union Kleinmünchen       | ESV Ostbahn XI               |
| 1991/92    | Union Kleinmünchen       | USC Landhaus Wien            |
| 1992/93    | Union Kleinmünchen       | USC Landhaus Wien            |
| 1993/94    | Union Kleinmünchen       | USC Landhaus Wien            |
| 1994/95    | USC Landhaus Wien        | Union Kleinmünchen           |
| 1995/96    | Union Kleinmünchen       | USC Landhaus Wien            |
| 1996/97    | USC Landhaus Wien        | Union Kleinmünchen           |
| 1997/98    | Union Kleinmünchen       | USC Landhaus Wien            |
| 1998/99    | Union Kleinmünchen       | SV Neulengbach               |
| 1999/2000  | USC Landhaus Wien        | Union Kleinmünchen           |
| 2000/01    | USC Landhaus Wien        | SV Neulengbach               |
| 2001/02    | Innsbrucker AC           | SV Neulengbach               |
| 2002/03    | SV Neulengbach           | Innsbrucker AC               |
| 2003/04    | SV Neulengbach           | USC Landhaus Wien            |
| 2004/05    | SV Neulengbach           | Union Kleinmünchen           |
| 2005/06    | SV Neulengbach           | USC Landhaus Wien            |
| 2006/07    | SV Neulengbach           | LUV Graz                     |
| 2007/08    | SV Neulengbach           | FC Wacker Innsbruck          |
| 2008/09    | SV Neulengbach           | FC Wacker Innsbruck          |
| 2009/10    | SV Neulengbach           | FC Wacker Innsbruck          |
| 2010/11    | SV Neulengbach           | FC Südburgenland             |
| 2011/12    | SV Neulengbach           | ASV Spratzern                |
| 2012/13    | SV Neulengbach           | ASV Spratzern                |
| 2013/14    | SV Neulengbach           | ASV Spratzern                |
| 2014/15    | FSK St. Pölten           | SV Neulengbach               |
| 2015/16    | FSK St. Pölten           | SK Sturm Graz                |
| 2016/17    | SKN St. Pölten           | SK Sturm Graz                |
| 2017/18    | SKN St. Pölten           | USC Landhaus Wien            |
| 2018/19    | SKN St. Pölten           | SK Sturm Graz                |
| 2019/20    | Abbruch, keine Wertung   | Abbruch, keine Wertung       |
| 2020/21    | SKN St. Pölten           | SG Austria Wien/USC Landhaus |
| 2021/22    | SKN St. Pölten           | SK Sturm Graz                |
| 2022/23    | SKN St. Pölten           | SK Sturm Graz                |
| 2023/24    | SKN St. Pölten           |                              |

## Titelverteilung
Ein Überblick über die Titelverteilung der einzelnen Vereine findet sich in den jeweiligen Meisterschaftsartikeln. Eine „gemischte“ Aufzählung, beispielsweise von Amateurstaatsmeistertiteln und Profimeistern des ÖFB, ist in Österreich unüblich, einzig der Fokus auf die Meister der ÖFU, des ÖFV und ÖFB findet sich gelegentlich, die Meister des ÖFV und ÖFB werden stets gemeinsam angeführt.

### Männer
|                                                                  | Österreichischer Meister | ÖFB + Wiener Liga | ÖFU | Profifußball | ÖFB + ÖFU | ÖFB + NSRL | ab 1974/75 |
| FK Austria Wien                                                  | 21                       | 24                |     | 22           | 24        | 24         | 14         |
| FC Red Bull Salzburg (inklusive 3 Titel von SV Austria Salzburg) | 17                       | 17                |     | 17           | 17        | 17         | 17         |
| SK Rapid Wien                                                    | 16                       | 32                |     | 20           | 30        | 32         | 7          |
| FC Wacker Innsbruck                                              | 10                       | 10                |     | 10           | 10        | 10         | 7          |
| SK Sturm Graz                                                    | 5                        | 5                 |     | 5            | 5         | 5          | 5          |
| Wiener Sport-Club                                                | 2                        | 3                 |     | 2            | 3         | 3          |            |
| FC Admira Wacker Mödling                                         | 1                        | 9                 |     | 7            | 7         | 8          |            |
| First Vienna FC 1894                                             | 1                        | 3                 |     | 3            | 3         | 6          |            |
| Wiener AC                                                        | 1                        | 1                 | 3   | 1            | 4         | 1          |            |
| Grazer AK                                                        | 1                        | 1                 |     | 1            | 1         | 1          | 1          |
| Linzer ASK                                                       | 1                        | 1                 |     | 1            | 1         | 1          |            |
| SK VÖEST Linz                                                    | 1                        | 1                 |     | 1            | 1         | 1          |            |
| Floridsdorfer AC                                                 |                          | 1                 |     |              | 1         | 1          |            |
| SC Wacker Wien                                                   |                          | 1                 |     |              | 1         | 1          |            |
| Wiener AF                                                        |                          | 1                 |     |              | 1         | 1          |            |
| SC Hakoah Wien                                                   |                          | 1                 |     | 1            | 1         | 1          |            |

### Frauen
|                    | ÖFB | DFU | Staatsmeister |
| USC Landhaus Wien  | 12  |     | 7             |
| SV Neulengbach     | 12  |     | 12            |
| Union Kleinmünchen | 8   |     | 8             |
| SKN St. Pölten     | 7   |     | 5             |
| FS Elektra Wien    | 3   |     |               |
| 1. DFC Leoben      | 2   |     | 1             |
| Favoritner AC      | 1   |     |               |
| KSV Ankerbrot Wien | 1   |     |               |
| SV Aspern          | 1   |     | 1             |
| ESV Ostbahn XI     | 1   |     | 1             |
| Innsbrucker AC     | 1   |     | 1             |
| DFC Austria Wien   |     | 2   |               |